# Grisel Alina Aldama Inniss

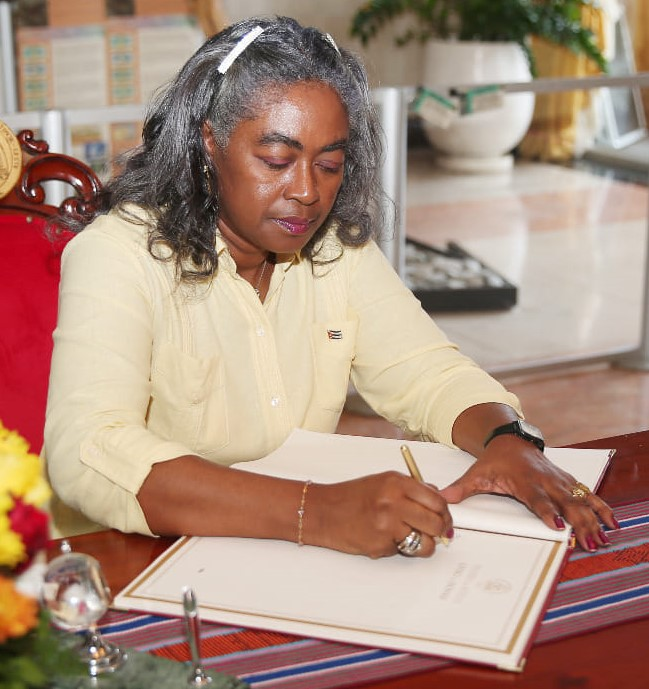
Grisel Alina Aldama Inniss (2023)

Grisel Alina Aldama Inniss ist eine kubanische Diplomatin. 2016 war sie Botschafterin Kubas in Äquatorialguinea. Seit 2023 ist sie Botschafterin Kubas in Osttimor. Ihre Akkreditierung übergab Inniss am 1. Februar 2023 an Osttimors Präsidenten José Ramos-Horta.